# Thomas M. Reynolds

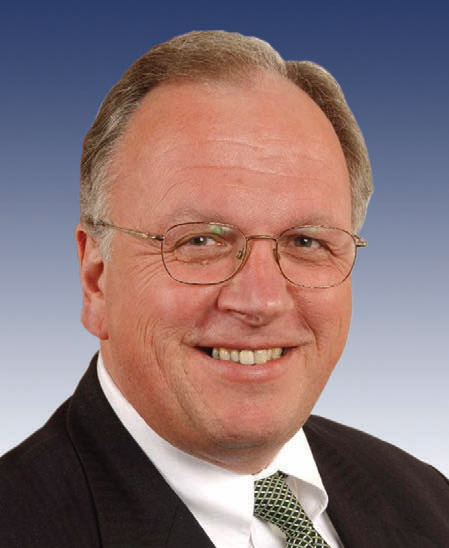
Thomas M. Reynolds

Thomas Reynolds (* 3. September 1950 in Bellefonte, Pennsylvania) ist ein US-amerikanischer Politiker. Zwischen 1999 und 2009 vertrat er den Bundesstaat New York im US-Repräsentantenhaus.

## Werdegang
Thomas Reynolds wurde ungefähr fünf Jahre nach dem Ende des Zweiten Weltkrieges im Centre County geboren. Er graduierte am Springville-Griffith Institute in Springville. Danach besuchte er die Kent State University in Kent (Ohio). Zwischen 1970 und 1976 diente er in der New York National Guard. Er wurde 1974 in den Town Board von Concord gewählt. Er war dort bis 1982 tätig. 1982 wählte man ihn in die Erie County Legislature. Er war dort bis 1988 tätig. Zwischen 1988 und 1998 saß er in der New York State Assembly. Politisch gehört er der Republikanischen Partei an.
Bei den Kongresswahlen des Jahres 1998 für den 106. Kongress wurde Reynolds im 27. Wahlbezirk von New York in das US-Repräsentantenhaus in Washington, D.C. gewählt, wo er am 4. Januar 1999 die Nachfolge von Bill Paxon antrat. Er wurde einmal wiedergewählt. 2002 kandidierte er im 26. Wahlbezirk von New York für den 108. Kongress. Nach einer erfolgreichen Wahl trat er am 4. Januar 2003 die Nachfolge von Maurice Hinchey an. Er wurde zweimal in Folge wiedergewählt. Da er auf eine erneute Kandidatur 2008 verzichtete, schied er nach dem 3. Januar 2009 aus dem Kongress aus.